# Gabriela Perianu
Gabriela Perianu (20 de junho de 1994) é uma handebolista profissional romena.

## Carreira
Gabriela Perianu representou a Seleção Romena de Handebol Feminino nos Jogos Olímpicos de Verão de 2016, que terminou em 9º lugar.